# Scooby Snacks: The Collection
Scooby Snacks: The Collection è il terzo album di raccolta del gruppo musicale statunitense Fun Lovin' Criminals, pubblicato l'8 luglio 2003.

## Tracce
1. Scooby Snacks (Schmoove Version) – 3:23
2. The Fun Lovin' Criminal – 3:13
3. Korean Bodega – 2:48
4. Bombin' the L – 3:51
5. I'm Not in Love – 4:40
6. 10th Street – 2:24
7. Bear Hug – 3:29
8. Half a Block – 4:22
9. Blues for Suckers – 3:50
10. We Have All the Time in the World (Copa Cabana Version) – 2:47
11. I Can't Get With That – 4:23
12. Up on the Hill – 4:29
13. Bump – 3:45
14. Where the Bums Go – 2:59